# Hutou Shuanggou
Hutou Shuangou (虎头双钩, Doppi uncini a testa di tigre) è un'arma doppia delle arti marziali cinesi. Sebbene ci sia chi ne fa risalire la creazione all'epoca della dinastia Song o addirittura al Periodo dei regni combattenti, le descrizioni documentali più antiche risalgono all'epoca della dinastia Qing, quindi un tempo abbastanza recente. Si racconta che i doppi uncini siano stati utilizzati per la prima volta da Duo Erdun di Xianxian in Hebei, durante il regno di Daoguang della Dinastia Qing.